# 黒頭病

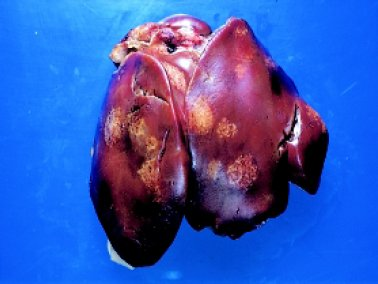
ヒストモナス・メレアグリディス感染鳥類の肝臓、白っぽい領域が感染領域

黒頭病(英: blackhead disease)とはニワトリ、シチメンチョウや他の家禽に影響を与える商業上重要な鳥類の疾病。単に黒頭と呼ばれることもある。黒頭病は高い致死率を示し、肝臓や盲腸に影響を与る。黒頭病はヒストモナス症の一形態であり、原虫である Histomonas meleagridisの寄生によって引き起こされる。黒頭病に対する感受性はシチメンチョウの方がニワトリよりも高い。黒頭病で最も認められる症状は黄色水様性便である。黒頭病の蔓延防止のためには病鳥および病鳥の接触したものの除去が必要である。黒頭病には通常家禽のヘテラキス属の感染が関与する。